# Małgorzata Baranowska (ur. 1968)
Małgorzata Baranowska z domu Romanowska (ur. 13 października 1968 w Lipnie) – polska samorządowiec i urzędniczka, od 2024 podsekretarz stanu w Ministerstwie Rodziny, Pracy i Polityki Społecznej.

## Życiorys
Córka Lecha i Janiny. Absolwentka studiów magisterskich z pracy socjalnej, kształciła się podyplomowo w zakresie doradztwa zawodowego w Instytucie Pracy i Spraw Socjalnych. W pracy zawodowej specjalizowała się w prowadzeniu szkoleń dla bezrobotnych, działała także w organizacjach społecznych. Była zatrudniona w Powiatowym Urzędzie Pracy w Lipnie jako wicedyrektor. W kadencji 2019–2024 pełniła funkcję zastępcy wójta (od 2024 zastępcy burmistrza) gminy Kikół i jej sekretarza. W 2024 kandydowała jako bezpartyjna na burmistrza Kikoła z poparciem Trzeciej Drogi, zajmując drugie miejsce. 10 września tego samego roku została powołana na stanowisko podsekretarza stanu w Ministerstwie Rodziny, Pracy i Polityki Społecznej, odpowiedzialnego m.in. za wdrażanie Krajowego Planu Odbudowy i Europejskiego Funduszu Społecznego.

## Życie prywatne
Zamężna ze starostą powiatu lipnowskiego Krzysztofem Baranowskim, działaczem Polskiego Stronnictwa Ludowego.